# Реальный Слендермен
«Реальный Слендермен» (англ. Beware the Slenderman — «Остерегайтесь Слендермена»; название стилизовано как _beware the slenderman) — американский документальный фильм 2016 года от режиссёра Айрин Тейлор Бродски, посвящённый инциденту в Уокешо. Впервые фильм был показан на фестивале South by Southwest в марте 2016 года; телевизионная премьера состоялась 23 января 2017 года по каналу HBO.

## Сюжет
Фильм описывает инцидент, в котором две девушки пытались убить одну из своих подруг в попытке умиротворить Слендермена, вымышленного монстра, созданного в подражание персонажам городских легенд и страшилок. Документальный фильм был снят в течение восемнадцати месяцев и содержит интервью с семьями двух потенциальных убийц.
В фильме используются различные видеоролики с YouTube, в частности, кадры из базирующихся на вселенной Слендера фильмов «Мраморные шершни», «Племя Двенадцать» и «EverymanHYBRID». Также используются кадры из игр Slender: The Eight Pages и Minecraft.